# Face Value
Face Value este titlul albumului de debut al lui Phil Collins, din cariera solo. Albumul include unul din cele mai mar hit-uri ale lui Collins, "In The Air Tonight".
Ca și în albumul, Hello, I Must Be Going!, majoritatea cântecelor de pe Face Value sunt bazate pe suferința și mânia lui Collins existând datorită trecerii sale printr-un divorț. Alte cântece care nu aveau acelaș succes, ca "In the Air Tonight", au fost:"I Missed Again", care s-a clasat pe locul 14 în Regatul Unit, și pe locul 19 în Statele Unite. De asemenea, "If Leaving Me Is Easy" a fost lansat ca un single, ajungând pe locul 17 în Regatul Unit, dar nu a fost niciodată lansat ca un single în SUA.

## Lista pieselor de pe album
1. "In the Air Tonight"
2. "This Must Be Love"
3. "Behind the Lines"
4. "The Roof Is Leaking"
5. "Droned"
6. "Hand in Hand"
7. "I MIssed Again"
8. "You Know What I Mean"
9. "Thunder And Lightening"
10. "I'm Not Moving"
11. "If Leaving Me Is Easy"
12. "Tommorow Never Knows/Over The Rainbow(Ecou ascuns pe pisea 12)

## Informații despre piesa ascunsă
La sfârșitul cântecului "Tommorow Never Knows(ultima piesă a albumului), dacă se configurează volumul la un nivel mediu-înalt Collins poate fi auzit cântând "Over the Rainbow" cu un ecou. Secretul ascuns începe la minutul 4:14 și se termină la 4:43.